# Ла-Сер-Бюсьер-Вьей
Ла-Сер-Бюсье́р-Вьей (фр. La Serre-Bussière-Vieille, окс. La Serra e Bussiera Vielha) — коммуна во Франции, находится в регионе Лимузен. Департамент коммуны — Крёз. Входит в состав кантона Шенерай. Округ коммуны — Обюссон.
Код INSEE коммуны — 23172.

## Население
Население коммуны на 2010 год составляло 123 человека.
| 1962 | 1968 | 1975 | 1982 | 1990 | 1999 | 2010 |
| ---- | ---- | ---- | ---- | ---- | ---- | ---- |
| 236  | 213  | 193  | 147  | 117  | 110  | 123  |

## Экономика
В 2010 году среди 64 человек трудоспособного возраста (15—64 лет) 40 были экономически активными, 24 — неактивными (показатель активности — 62,5 %, в 1999 году было 67,2 %). Из 40 активных жителей работали 35 человек (20 мужчин и 15 женщин), безработных было 5 (1 мужчина и 4 женщины). Среди 24 неактивных 3 человека были учениками или студентами, 15 — пенсионерами, 6 были неактивными по другим причинам.